# Königswinter
Königswinter är en stad i västra Tyskland, tillhörande Rhein-Sieg-Kreis, Regierungsbezirk Köln i förbundslandet Nordrhein-Westfalen. Staden ligger på östra sidan av Rhen söder om staden Bonn, vid foten av Siebengebirge. Königswinters stadskommun har totalt cirka 42 000 invånare.

## Administrativ indelning
Köigswinter är uppdelat i nio Stadtteile och 81 Ortsteile.
Stadtteile
Stieldorf, Königswinter, Niederdollendorf, Oberdollendorf, Heisterbacherrott, Ittenbach, Oberpleis, Eudenbach och Thomasberg.
Ortsteile
Altstadt, Bellinghausen, Bellinghauserhof, Bellinghauserhohn, Bennerscheid, Berghausen, Bönschenhof, Bockeroth, Boseroth, Dahlhausen, Düferoth, Döttscheid, Eisbach, Elsfeld, Eudenbach, Eudenberg, Faulenbitze, Frankenforst, Freckwinkel, Friedrichshöhe, Frohnhardt, Gratzfeld, Gräfenhohn, Hartenberg, Hasenboseroth, Heiderhof, Heisterbach, Heisterbacherrott, Herresbach, Höhnchen, Höhnerhof, Hühnerberg, Hünscheiderhof, Hüscheid, Ittenbach, Jüngsfeld, Kappesbungert, Kellersboseroth, Kippenhohn, Kochenbach, Komp, Kotthausen, Lahr, Margarethenhöhe, Niederbuchholz, Niederdollendorf, Niederscheuren, Nonnenberg, Oberbuchholz, Oberdollendorf, Oberpleis, Oberscheuren, Oelinghoven, Perlenhardt, Pleiserhohn, Pützstück, Quirrenbach, Rauschendorf, Rostingen, Ruttscheid, Rübhausen, Römlinghoven, Sand, Sandscheid, Sassenberg, Schnepperroth, Schwirzpohl, Siefen, Sonderbusch, Sonnenbergerhof, Stieldorf, Stieldorferhohn, Thelenbitze, Thomasberg, Uthweiler, Vinxel, Wahlfeld, Wahlfelderhof, Waschpohl, Weiler och Willmeroth.